# Celestia (groupe)
Pour les articles homonymes, voir Celestia (homonymie).
Celestia est un groupe de black metal français, originaire d'Avignon, en Provence-Alpes-Côte d'Azur. Il est formé en 1995 par Noktu Geiistmortt, qui dirige également le label Drakkar Productions. Le groupe se sépare en 2015.

## Biographie
Celestia est formé en 1995 par Noktu Geiistmortt, à Avignon, en Provence-Alpes-Côte d'Azur. Le groupe se fait connaitre dans la scène black metal en 1999, publiant l'EP démo A Cave Full of Bats sur le label Drakkar Productions. La démo est initialement enregistrée en 1997. Le groupe forme alors un duo, composé de Noktu (chant, basse) et Fureïss/Franck (guitare). 
Celestia continue à produire plusieurs démos et singles, comme Dead Insecta Sequestration chez Drakkar,, ainsi qu'un album live, avant la publication du premier album studio Apparitia - Sumptuous Spectre en 2002 sur le label Full Moon Productions (avec le batteur Astreyla venu compléter le groupe). Durant cette période, Neige (du groupe Alcest) occupe la place de bassiste durant les concerts. Les deux principaux membres demeurent néanmoins Noktu and Fureïss. Fureïss occupera le rôle de guitariste depuis la démo A Dying Out Ecstasy (1998) jusqu'à l'album Apparitia Sumptous Spectre (2002) dont il compose la moitié des titres (les autres étant écrits par Noktu).
En février 2006, le groupe annonce sa signature au label Paragon Records. C'est à nouveau avec le batteur Astreyla qu'ils enregistrent le deuxième album studio de Celestia, Frigidiis Apotheosia : Abstinencia Genesiis, publié en 2008 sur Apparitia Records, après cinq années d'inactivité du groupe,. Malefic (du groupe Xasthur) contribue aux claviers à certains titres de cet album. Noktu joue également dans le groupe Mortifera, contribuant guitare, basse et chant, en duo avec Neige (batterie, chants). Par ailleurs, Noktu est membre des groupes Genocide Kommando et Gestapo 666 (avec Meyhna'ch). 
En février 2015, le groupe annonce sa séparation après 20 ans d'existence. Un dernier album du groupe est annoncé au label Apparitia Recordings.

## Discographie

### Albums studio
- 2002 : Apparitia - Sumptuous Spectre
- 2008 : Frigidiis Apotheosia : Abstinencia Genesiis
- 2010 : Archaenae Perfectii

### Album live
- 1999 : Under the Reign of Terror and Tyranny

### EPs
- 1999 : A Cave Full of Bats
- 2002 : Evoking Grace and Splendour

### Compilations
- 2002 : A Cave Full of Bats
- 2003 : Crucified Dead Flesh
- 2009 : Retrospectra

### Splits
- 1998 : Celestia/Draugwath
- 1999 : Celestia/Inferno
- 1999 : French / Southern Black Metal War (avec Evil)
- 2001 : Darkness Enfold the Sky / Black Slaughterization (avec Goatfire)

### Démos
- 1997 : Evanescence
- 1998 : A Dying Out Ecstacy
- 1999 : Infected By Rats
- 1999 : The Awakening of the Dormant Fiancée
- 1999 : Pourriture et vermine
- 2001 : Dead Insecta Sequestration
- 2007 : Delhÿs-cätess

## Membres

### Derniers membres
- Noktu – chant, guitare, basse (1995-2015)
- Ghaast – guitare (2008-2015)
- Spektor – basse (2010-2015)
- A.E. – batterie (2010-2015)

### Anciens membres
- Kriss – batterie
- Fureiss – guitare, clavier (1998-2003)
- TND – basse (1999-2002)
- Astrelya – batterie (2000-2009)

### Membres live
- Neige – basse (2002)
- Lord Arawn – guitare (2009-2010)